# 1558
1558 (MDLVIII) fue un año común comenzado en sábado del calendario juliano.

## Acontecimientos
- 7 de enero: los franceses recuperan Calais, última posesión inglesa en el continente.
- 27 de marzo: en Chile, el gobernador español García Hurtado de Mendoza funda la villa de Osorno.
- 7 de julio: en Inglaterra, un tornado arrasa la villa de Nottingham, destruye todas las casas e iglesias del pueblo y arroja los árboles hasta a 60 m de distancia.
- 9 de julio: en la isla de Menorca, piratas turcos saquean la Ciudadela de Menorca.
- 13 de julio: Felipe II de España vence a Enrique II de Francia en la batalla de Gravelinas. Los franceses se vieron obligados a firmar la paz en el tratado de Cateau-Cambresis.
- 9 de octubre: en Venezuela, Juan Rodríguez Suárez funda la villa de Mérida.
- 17 de noviembre: en Inglaterra, Isabel I es proclamada reina de Inglaterra.

- En Japón, Okimashi Tenno es nombrado emperador.
- En las islas Canarias, el licenciado Juan Ruiz de la Casa prohíbe que los esclavos moriscos y bereberes utilicen sus respectivos idiomas.
- Comienza el período de hostilidad entre España e Inglaterra, por los problemas que suponían los corsarios ingleses, que atacaban los barcos que no iban en convoyes y les robaban el botín proveniente del continente americano.
- Felipe II suscribe la Real cédula que autoriza las procesiones de Semana Santa de Popayán.

## Nacimientos
- Oda Nobukatsu, samurái japonés del período Azuchi-Momoyama (f.1630).
- Oliverio van Noort, pirata neerlandés, el primero en circunnavegar el globo (f. 1627).

## Fallecimientos
- 21 de septiembre: Carlos I, emperador del sacro imperio romano germano, rey de España (n. 1500).
- 17 de noviembre: María Tudor, reina inglesa.
- Jean François Fernel (el Galeno moderno), médico, matemático y astrónomo francés
- Leonor de Austria, archiduquesa de Austria, infanta de España, reina consorte de Portugal y Francia.
- Roxelana, más conocida como Hürrem sultan. Fue la Emperatriz del Imperio Otomano como la esposa de Suleiman el magnífico y madre de Selim II. Fue la segunda mujer más influyente y poderosa del imperio otomano.